# Leopold Hartmann (Politiker)
Carl August Armin Leopold Hartmann (* 11. Mai 1838 in Arnstadt; † 15. Oktober 1919 ebenda) war ein deutscher Richter und Politiker.

## Leben
Hartmann war der Sohn des Regierungsrats Friedrich Ernst August Gottlieb Hartmann und dessen Ehefrau Auguste Nathalie geb. Hülsemann. Er war evangelisch-lutherischer Konfession und heiratete Mathilde du Mesnil, Tochter des Apothekers August du Mesnil in Osnabrück.
Nach dem Abitur in Arnstadt 1858 studierte Hartmann in den Jahren 1858 bis 1861 Jura in Jena. 1862 legte er die erste Staatsprüfung ab und war dann Akzessist beim Kreisgericht in Arnstadt und Gehren. 1864 legte er die zweite Staatsprüfung ab und wurde Auditor beim Landrat in Arnstadt, dann beim gemeinsamen Kreisgericht in Arnstadt und dann beim Justizamt und beim Landrat in Sondershausen. 1867 wurde er Hilfsarbeiter und 1869 Aktuar beim Justizamt Arnstadt. Ab 1875 war er dort Amtsassessor und wechselte zum Anfang 1878 nach Gehren. 1879 wurde er dritter Amtsrichter am Amtsgericht Gehren. 1881 war er kurzzeitig vertretungsweise Amtsrichter am Amtsgericht Arnstadt, bevor er als Amtsgerichtsrat zurück nach Gehren kam. Am Amtsgericht Arnstadt war er von 1889 bis zu seinem Ruhestand 1904 aufsichtsführender Richter.
Hartmann war viele Jahre Mitglied des Kuratoriums der Elisabeth-Leopold-Stiftung in Sondershausen.
Von Ende August 1889 bis Ende Dezember 1895 war er Abgeordneter im Landtag des Fürstentums Schwarzburg-Sondershausen und Parlamentspräsident.

## Auszeichnungen
- Geheimer Justizrat (1901).[8]
- Schwarzburgisches Ehrenkreuz III. Klasse (1888), II. Klasse (1894) und I. Klasse (1908).[9]